# Фундоая (Муреш)
Фундоая (рум. Fundoaia) — село у повіті Муреш в Румунії. Входить до складу комуни Гургіу.
Село розташоване на відстані 281 км на північ від Бухареста, 40 км на північний схід від Тиргу-Муреша, 99 км на схід від Клуж-Напоки, 140 км на північ від Брашова.

## Населення
За даними перепису населення 2002 року у селі проживали 138 осіб, усі — румуни. Усі жителі села рідною мовою назвали румунську.